# Sabine von Maydell
Sabine von Maydell (Baden-Baden, 9 ottobre 1955) è un'attrice tedesca.

## Biografia
Sabine von Maydell nasce a Baden-Baden il 9 ottobre 1955. È figlia del regista Rolf von Maydell.
Dopo aver frequentato il ginnasio e una scuola di lingue a Zurigo, a 13 anni inizia a lavorare come doppiatrice.
Nel 1969, a quattordici anni, fa il proprio debutto sul piccolo schermo nel film TV, diretto da Volker Schlöndorff Baal. In seguito, nel 1974 è nel cast del film a episodi diretto da Franz Peter Wirth Strychnin und saure Drops ed è tra i protagonisti del film TV, diretto da Oswald Döpke Ich gehe nach München.
L'anno seguente, dopo aver recitato, tra l'altro, nel film di Manfred Purzer L'undicesimo comandamento, è protagonista al fianco di Frank Muliar, della serie televisiva Karl, der Gerechte, dove interpreta il ruolo di Linda. Sempre in quell'anno le viene conferito dalla redazione della rivista Bambi il premio Bambi come miglior attrice rivelazione.
Nel 1976 è protagonista del film TV diretto da Ilse Hofmann Winterreise, dove interpreta il ruolo della diciassettenne Brigitte Höll e l'anno seguente fa il proprio debutto a teatro nell'opera di Bertolt Brecht Schweyk im zweiten Weltkrieg.
Tra il 1976 e il 1979, è guest-star in tre episodi della serie poliziesca L'ispettore Derrick, episodi intitolati  Morte di un trombettista (episodio diretto da Zbyněk Brynych, dove interpreta il ruolo di Hilde Werner), Una notte di ottobre (episodio diretto da Wolfgang Bekcker, dove interpreta il ruolo di Hilde Weiss, l'amica della vittima) e  L'angelo della morte (episodio diretto da Alfred Vohrer, dove interpreta il ruolo di Anita Glonn). Sempre in quel periodo, è poi protagonista, al fianco di Werner Enke e Benno Hoffmann, del film diretto da May Spils Wehe, wenn Schwarzenbeck kommt, dove interpreta il ruolo di Charlotte.
Nel 1984 sposa il collega e regista Claude-Oliver Rudolph, dal quale avrà due figli, Oona-Léa (che seguirà le orme dei genitori) e Davide-Lino. I due si separeranno nel 2004 e divorzieranno ufficialmente nel 2014.
Nel 2022, è nel cast del film TV, diretto da Holger Haase, Familienerbe, dove interpreta il ruolo di Regine.

## Filmografia parziale

### Cinema
- Strychnin und saure Drops, regia di Franz Peter Wirth (1974)
- L'undicesimo comandamento (Das Netz), regia di Manfred Purzer (1975)
- Wehe, wenn Schwarzenbeck kommt, regia di May Spils (1979)
- Preußische Nacht, regia di Oswald Döpke (1981)
- Mit mir nicht, du Knallkopp, regia di May Spils e Werner Enke (1983)
- The Wonderbeats: Kings of Beat, regia di Claude-Oliver Rudolph (1993)
- Ebbies Bluff, regia di Claude-Oliver Rudolph (1993)
- Liebe mich bis in den Tod, regia di Michael Keusch (1998)
- Dirty Sky, regia di Andy Bausch e Claude-Oliver Rudolph (2003)
- Le club des chômeurs, regia di Andy Bausch (2003)
- Mein ganz gewöhnliches Leben, regia di Dominik Bechtel (2005)
- Chaostage - We are Punks!, regia di Tarek Ehlail (2009)

### Televisione
- Baal, regia di Volker Schlöndorff - film TV (1969)
- Tatort - serie TV, 6 episodi (1973-2004)
- Ich gehe nach München, regia di Oswald Döpke - film TV (1974)
- Karl, der Gerechte - serie TV (1975)
- Winterreise, regia di Ilse Hofmann - film TV (1975)
- L'ispettore Derrick - serie TV, episodi 03x02-04x03- 06x12 ( (1976-1979)
- Un caso per due (Ein Fall für zwei) - serie TV, 4 episodi (1991-2000)
- SK Kölsch - serie TV, episodio 06x02 (2004)
- Fünf Millionen und ein paar Zerquetschte, regia di Andy Bausch - film TV (2004)
- Il nostro amico Charly (Unser Charly) - serie TV, episodio 12x02 (2007)
- SOKO Wismar - serie TV, episodio 09x08 (2012)
- Il commissario Lanz (Die Chefin) - serie TV, episodio 09x01 (2018)
- Familienerbe, regia di Holger Haase - film TV (2022)

## Doppiaggi

### Film
- Irene Hervey in Charlie Chan in Shanghai[14]
- Astrid Allwyn in Charlie Chans Geheimnis[14]
- Janet Agren in Zombie hing am Glockenseil[14]
- Myriam Mézières in Blueberry Hill[14]

## Opere letterarie
- Herman Ze German. The Scorpion. Here I am. Geschichten eines Rocklebens (1996)
- Geschichten von Männern und Frauen (1999)

## Premi e nomination
- 1975: premio Bambi come miglior attrice emergente
- 1978: candidatura al Jupiter Award come miglior attrice internazionale per Wehe, wenn Schwarzenbeck kommt
- 1977: Goldene Rose TZ